# Грабиці (Опольське воєводство)
Грабиці (пол. Grabice) — село в Польщі, у гміні Мурув Опольського повіту Опольського воєводства.
Населення — 94 особи (2011).

## Демографія
Демографічна структура станом на 31 березня 2011 року:
|          | Загалом | Допрацездатний вік | Працездатний вік | Постпрацездатний вік |
| -------- | ------- | ------------------ | ---------------- | -------------------- |
| Чоловіки | 45      | 10                 | 28               | 7                    |
| Жінки    | 49      | 8                  | 27               | 14                   |
| Разом    | 94      | 18                 | 55               | 21                   |